# 薩爾卡河

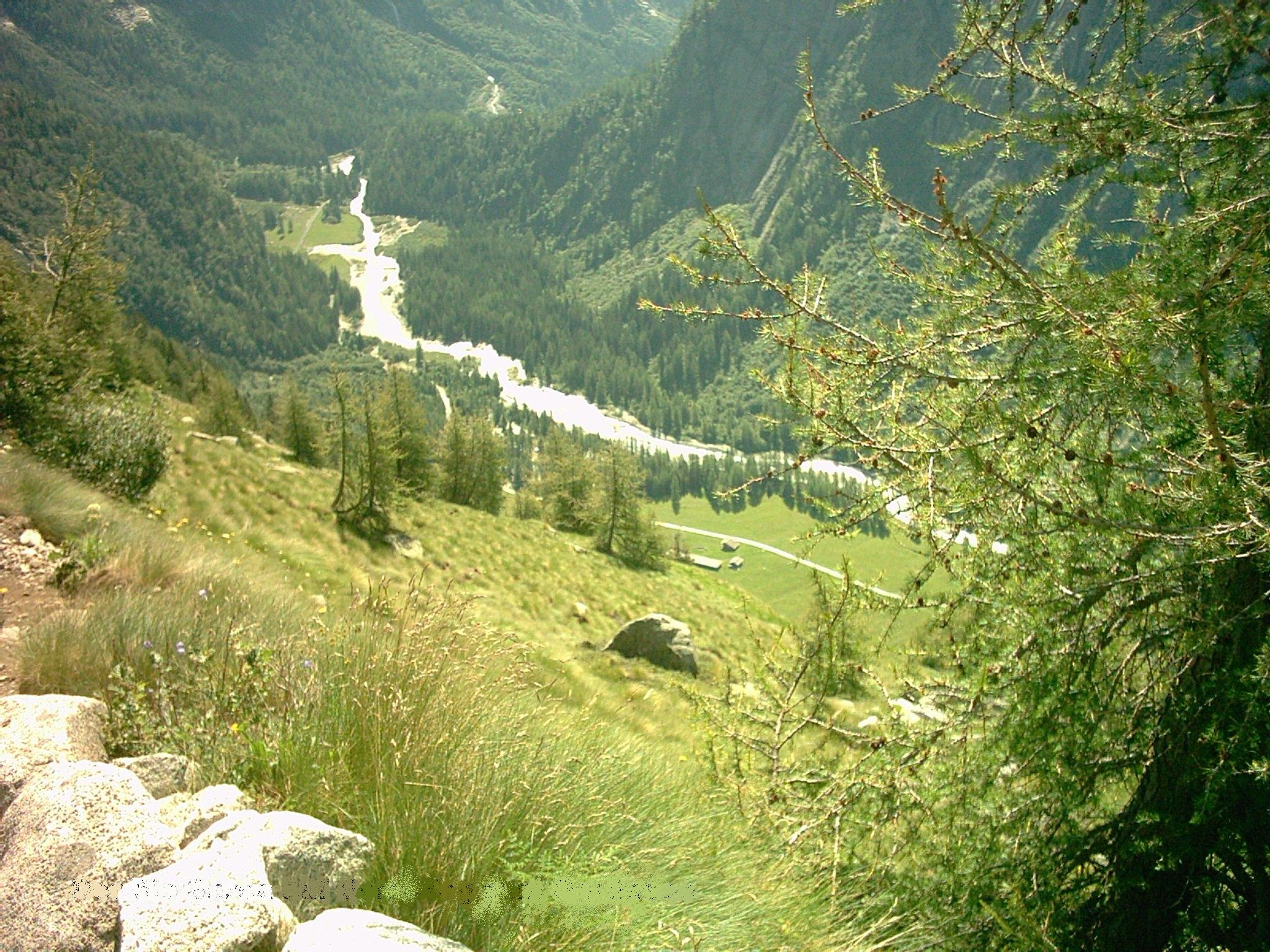

薩爾卡河是意大利的河流，位於該國北部，發源自阿達梅洛-普雷薩內拉阿爾卑斯山脈，最終注入加爾達湖，河道全長194公里，流域面積2,859平方公里，平均流量每秒60立方米。
45°52′N 10°52′E / 45.867°N 10.867°E